# Lista planetelor minore/30201–30300
Aceasta este Lista planetelor minore/30201–30300; pentru a naviga prin lista completă vezi Lista planetelor minore.
Pentru ale detalii vezi și Proiect:Astronomie sau Portal:Astronomie.
| Nume              | Denumire provizorie | Data descoperirii | Locul descoperirii     | Descoperitor(i)           |
| ----------------- | ------------------- | ----------------- | ---------------------- | ------------------------- |
| 30201 -           | 2000 GA105          | 7 aprilie 2000    | Socorro                | LINEAR                    |
| 30202 -           | 2000 GD105          | 7 aprilie 2000    | Socorro                | LINEAR                    |
| 30203 -           | 2000 GK106          | 7 aprilie 2000    | Socorro                | LINEAR                    |
| 30204 -           | 2000 GX107          | 7 aprilie 2000    | Socorro                | LINEAR                    |
| 30205 -           | 2000 GV108          | 7 aprilie 2000    | Socorro                | LINEAR                    |
| 30206 -           | 2000 GD109          | 7 aprilie 2000    | Socorro                | LINEAR                    |
| 30207 -           | 2000 GL109          | 7 aprilie 2000    | Socorro                | LINEAR                    |
| 30208 -           | 2000 GN115          | 8 aprilie 2000    | Socorro                | LINEAR                    |
| 30209 -           | 2000 GG116          | 8 aprilie 2000    | Socorro                | LINEAR                    |
| 30210 -           | 2000 GN122          | 10 aprilie 2000   | Haleakala              | NEAT                      |
| 30211 -           | 2000 GN123          | 7 aprilie 2000    | Socorro                | LINEAR                    |
| 30212 -           | 2000 GP123          | 7 aprilie 2000    | Socorro                | LINEAR                    |
| 30213 -           | 2000 GW124          | 7 aprilie 2000    | Socorro                | LINEAR                    |
| 30214 -           | 2000 GS125          | 7 aprilie 2000    | Socorro                | LINEAR                    |
| 30215 -           | 2000 GU125          | 7 aprilie 2000    | Socorro                | LINEAR                    |
| 30216 -           | 2000 GV125          | 7 aprilie 2000    | Socorro                | LINEAR                    |
| 30217 -           | 2000 GA126          | 7 aprilie 2000    | Socorro                | LINEAR                    |
| 30218 -           | 2000 GC126          | 7 aprilie 2000    | Socorro                | LINEAR                    |
| 30219 -           | 2000 GM126          | 7 aprilie 2000    | Socorro                | LINEAR                    |
| 30220 -           | 2000 GP126          | 7 aprilie 2000    | Socorro                | LINEAR                    |
| 30221 -           | 2000 GX126          | 7 aprilie 2000    | Socorro                | LINEAR                    |
| 30222 -           | 2000 GA134          | 7 aprilie 2000    | Socorro                | LINEAR                    |
| 30223 -           | 2000 GE134          | 7 aprilie 2000    | Socorro                | LINEAR                    |
| 30224 -           | 2000 GU136          | 12 aprilie 2000   | Socorro                | LINEAR                    |
| 30225 -           | 2000 GV137          | 4 aprilie 2000    | Anderson Mesa          | LONEOS                    |
| 30226 -           | 2000 GY137          | 4 aprilie 2000    | Anderson Mesa          | LONEOS                    |
| 30227 -           | 2000 GO139          | 4 aprilie 2000    | Anderson Mesa          | LONEOS                    |
| 30228 -           | 2000 GO141          | 7 aprilie 2000    | Anderson Mesa          | LONEOS                    |
| 30229 -           | 2000 GL142          | 7 aprilie 2000    | Anderson Mesa          | LONEOS                    |
| 30230 -           | 2000 GP142          | 7 aprilie 2000    | Anderson Mesa          | LONEOS                    |
| 30231 -           | 2000 GZ142          | 7 aprilie 2000    | Anderson Mesa          | LONEOS                    |
| 30232 -           | 2000 GV153          | 6 aprilie 2000    | Anderson Mesa          | LONEOS                    |
| 30233 -           | 2000 GJ161          | 7 aprilie 2000    | Socorro                | LINEAR                    |
| 30234 -           | 2000 GD167          | 4 aprilie 2000    | Anderson Mesa          | LONEOS                    |
| 30235 -           | 2000 GR179          | 5 aprilie 2000    | Socorro                | LINEAR                    |
| 30236 -           | 2000 HF             | 23 aprilie 2000   | Kurohone⁠(d)            | T. Kobayashi              |
| 30237 -           | 2000 HY1            | 25 aprilie 2000   | Višnjan Observatory⁠(d) | K. Korlević               |
| 30238 -           | 2000 HY4            | 27 aprilie 2000   | Socorro                | LINEAR                    |
| 30239 -           | 2000 HZ4            | 27 aprilie 2000   | Socorro                | LINEAR                    |
| 30240 -           | 2000 HF8            | 27 aprilie 2000   | Socorro                | LINEAR                    |
| 30241 -           | 2000 HN8            | 27 aprilie 2000   | Socorro                | LINEAR                    |
| 30242 -           | 2000 HQ8            | 27 aprilie 2000   | Socorro                | LINEAR                    |
| 30243 -           | 2000 HS9            | 27 aprilie 2000   | Socorro                | LINEAR                    |
| 30244 -           | 2000 HP10           | 27 aprilie 2000   | Socorro                | LINEAR                    |
| 30245 -           | 2000 HC12           | 28 aprilie 2000   | Socorro                | LINEAR                    |
| 30246 -           | 2000 HC13           | 28 aprilie 2000   | Socorro                | LINEAR                    |
| 30247 -           | 2000 HN13           | 28 aprilie 2000   | Socorro                | LINEAR                    |
| 30248 -           | 2000 HV13           | 28 aprilie 2000   | Socorro                | LINEAR                    |
| 30249 -           | 2000 HF14           | 28 aprilie 2000   | Socorro                | LINEAR                    |
| 30250 -           | 2000 HG14           | 28 aprilie 2000   | Socorro                | LINEAR                    |
| 30251 -           | 2000 HR22           | 29 aprilie 2000   | Socorro                | LINEAR                    |
| 30252 Textorisová | 2000 HE24           | 30 aprilie 2000   | Ondřejov⁠(d)            | P. Kušnirák⁠(d)            |
| 30253 Vítek       | 2000 HF24           | 30 aprilie 2000   | Ondřejov               | P. Kušnirák, P. Pravec⁠(d) |
| 30254 -           | 2000 HZ25           | 24 aprilie 2000   | Anderson Mesa          | LONEOS                    |
| 30255 -           | 2000 HK26           | 24 aprilie 2000   | Anderson Mesa          | LONEOS                    |
| 30256 -           | 2000 HC30           | 28 aprilie 2000   | Socorro                | LINEAR                    |
| 30257 -           | 2000 HH32           | 29 aprilie 2000   | Socorro                | LINEAR                    |
| 30258 -           | 2000 HA33           | 29 aprilie 2000   | Socorro                | LINEAR                    |
| 30259 -           | 2000 HC35           | 27 aprilie 2000   | Socorro                | LINEAR                    |
| 30260 -           | 2000 HY35           | 28 aprilie 2000   | Socorro                | LINEAR                    |
| 30261 -           | 2000 HB36           | 28 aprilie 2000   | Socorro                | LINEAR                    |
| 30262 -           | 2000 HP41           | 28 aprilie 2000   | Socorro                | LINEAR                    |
| 30263 -           | 2000 HR41           | 28 aprilie 2000   | Socorro                | LINEAR                    |
| 30264 -           | 2000 HT44           | 26 aprilie 2000   | Anderson Mesa          | LONEOS                    |
| 30265 -           | 2000 HH45           | 26 aprilie 2000   | Anderson Mesa          | LONEOS                    |
| 30266 -           | 2000 HW48           | 29 aprilie 2000   | Socorro                | LINEAR                    |
| 30267 -           | 2000 HQ49           | 29 aprilie 2000   | Socorro                | LINEAR                    |
| 30268 -           | 2000 HM50           | 29 aprilie 2000   | Socorro                | LINEAR                    |
| 30269 -           | 2000 HS50           | 29 aprilie 2000   | Socorro                | LINEAR                    |
| 30270 -           | 2000 HJ51           | 29 aprilie 2000   | Socorro                | LINEAR                    |
| 30271 -           | 2000 HZ51           | 29 aprilie 2000   | Socorro                | LINEAR                    |
| 30272 -           | 2000 HA52           | 29 aprilie 2000   | Socorro                | LINEAR                    |
| 30273 -           | 2000 HV52           | 29 aprilie 2000   | Socorro                | LINEAR                    |
| 30274 -           | 2000 HN53           | 29 aprilie 2000   | Socorro                | LINEAR                    |
| 30275 -           | 2000 HP53           | 29 aprilie 2000   | Socorro                | LINEAR                    |
| 30276 -           | 2000 HB55           | 29 aprilie 2000   | Socorro                | LINEAR                    |
| 30277 -           | 2000 HF55           | 29 aprilie 2000   | Socorro                | LINEAR                    |
| 30278 -           | 2000 HN56           | 24 aprilie 2000   | Anderson Mesa          | LONEOS                    |
| 30279 -           | 2000 HQ56           | 24 aprilie 2000   | Anderson Mesa          | LONEOS                    |
| 30280 -           | 2000 HS56           | 24 aprilie 2000   | Anderson Mesa          | LONEOS                    |
| 30281 -           | 2000 HH57           | 24 aprilie 2000   | Anderson Mesa          | LONEOS                    |
| 30282 -           | 2000 HQ57           | 24 aprilie 2000   | Anderson Mesa          | LONEOS                    |
| 30283 -           | 2000 HS57           | 24 aprilie 2000   | Anderson Mesa          | LONEOS                    |
| 30284 -           | 2000 HG58           | 24 aprilie 2000   | Kitt Peak              | Spacewatch                |
| 30285 -           | 2000 HB59           | 25 aprilie 2000   | Anderson Mesa          | LONEOS                    |
| 30286 -           | 2000 HG61           | 25 aprilie 2000   | Anderson Mesa          | LONEOS                    |
| 30287 -           | 2000 HK62           | 25 aprilie 2000   | Kitt Peak              | Spacewatch                |
| 30288 -           | 2000 HT62           | 26 aprilie 2000   | Anderson Mesa          | LONEOS                    |
| 30289 -           | 2000 HP65           | 26 aprilie 2000   | Anderson Mesa          | LONEOS                    |
| 30290 -           | 2000 HG69           | 24 aprilie 2000   | Anderson Mesa          | LONEOS                    |
| 30291 -           | 2000 HL71           | 24 aprilie 2000   | Anderson Mesa          | LONEOS                    |
| 30292 -           | 2000 HJ72           | 26 aprilie 2000   | Anderson Mesa          | LONEOS                    |
| 30293 -           | 2000 HO72           | 26 aprilie 2000   | Anderson Mesa          | LONEOS                    |
| 30294 -           | 2000 HQ74           | 27 aprilie 2000   | Socorro                | LINEAR                    |
| 30295 -           | 2000 HV74           | 27 aprilie 2000   | Socorro                | LINEAR                    |
| 30296 -           | 2000 HZ76           | 27 aprilie 2000   | Socorro                | LINEAR                    |
| 30297 -           | 2000 HO77           | 28 aprilie 2000   | Anderson Mesa          | LONEOS                    |
| 30298 -           | 2000 HJ81           | 29 aprilie 2000   | Socorro                | LINEAR                    |
| 30299 -           | 2000 HW81           | 29 aprilie 2000   | Socorro                | LINEAR                    |
| 30300 -           | 2000 HF86           | 30 aprilie 2000   | Anderson Mesa          | LONEOS                    |